# José Carlos Barbosa

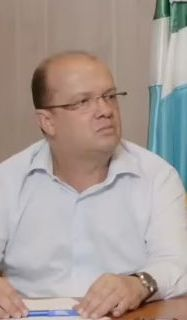
José Carlos Barbosa, 2022

José Carlos Barbosa, bekannt als Barbosinha (* 26. Oktober 1964 in São Simão, Goiás), ist ein brasilianischer Politiker und Rechtsanwalt, der den Progressistas (PP) angehört. Bei den Wahlen in Brasilien 2022 wurde er zum Vizegouverneur von Mato Grosso do Sul an der Seite des neuen Gouverneurs Eduardo Riedel gewählt.

## Leben
Barbosa ist der jüngste Sohn von Pascoal Barbosa und Orlanda Barbosa de Jesus.

## Politische Laufbahn
Bei den Wahlen in Brasilien 2014 wurde er mit 21.554 Stimmen zum Staatsabgeordneten in die Legislativversammlung von Mato Grosso do Sul gewählt (erstes Mandat, 10. Legislaturperiode: 2015–2019) und war 2016 auf Einladung von Gouverneur Reinaldo Azambuja zum 21. Staatssekretär für Justiz und öffentliche Sicherheit (SEJUSP, Secretário de Estado de Justiça e Segurança Pública de Mato Grosso do Sul) ernannt worden. Azambuja hatte mit 4,2 Milliarden R$ eines der größten Investitionsprogramme in die Infrastruktur des Bundesstaates aufgelegt, darunter auch das als MS Mais Seguro (Mehr Sicherheit für MS) bekannte Sicherheitsprogramm.
Bei den Wahlen in Brasilien 2018 erreichte er die Wiederwahl zum Abgeordneten (zweites Mandat, 11. Legislaturperiode: 2019–2023).